# Lucifer (voorwerp)

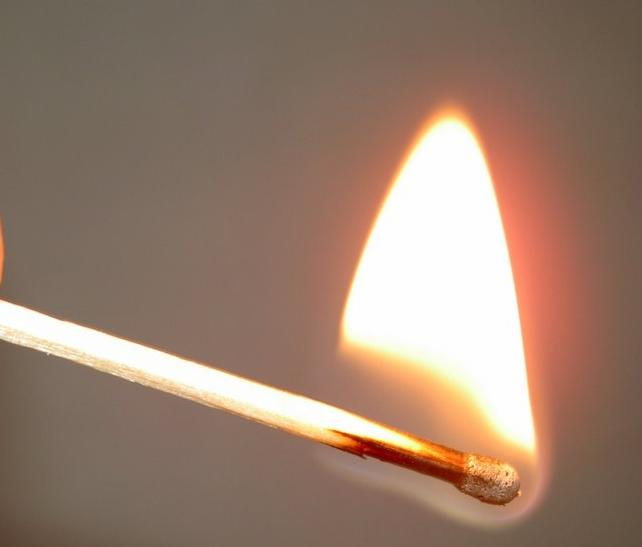
Brandende lucifer

Een lucifer is een houtje met een ontvlambare kop, waarmee vuur gemaakt kan worden.

## Geschiedenis
De Chinezen vonden niet alleen het buskruit maar ook de lucifer uit. Volgens een tekst uit 950 werden staafjes dennenhout met zwavel geïmpregneerd. De uitvinding van deze 'licht brengende staaf' dateert uit het jaar 577. Ook de Romeinen zouden zich overigens van dergelijke staafjes hebben bediend, en omstreeks 1530 kwamen ze in Europa opnieuw in zwang. Dit waren de zwavelstokjes.
In 1805 werd door de Fransman Jean-Joseph-Louis Chancel de dompellucifer uitgevonden. De zogeheten allumettes oxygenéés bevatten zwavel en kaliumchloraat en moesten worden ondergedompeld in zwavelzuur om ze tot ontbranding te brengen, hetgeen de gebruiksvriendelijkheid niet ten goede kwam.
In 1827 ontdekte de Engelse scheikundige John Walker een mengsel van kaliumchloraat, antimoonsulfide en stijfsel (slagsas) dat tot ontbranding kwam door het langs schuurpapier te wrijven. Aanvankelijk aangebracht op een kartonnetje, werd dit spoedig door een houtje vervangen. In 1828 gebruikte de koopman Samuel Jones de benaming lucifer match, later in het Engels ingekort tot match. Vervolgens werd in 1832 door Charles Sauria een lucifer ontwikkeld die een mengsel van witte fosfor, kaliumchloraat, zwavel en gom bevatte. Deze lucifer kon bij geringe wrijving ontbranden, maar de productie was onveilig vanwege de fosfordampen die bij de productie ervan vrijkwamen.
Men ontdekte dat witte fosfor bij verhitting in het veel minder schadelijke rode fosfor kon worden omgezet. Dit verbeterde de productieomstandigheden aanzienlijk, maar probleem was dat de lucifers bij geringe wrijving onbedoeld tot zelfontbranding konden overgaan, wat onveilig was voor de gebruiker.
De veiligheidslucifer (Zweeds: säkerhetständsticka) werd in 1844 uitgevonden door de Zweedse chemicus Gustaf Erik Pasch. Pasch ontwikkelde een kop die antimoonsulfide, mangaandioxide en kaliumchloraat bevat en welke op een speciaal geprepareerd strijkvlak tot ontbranding gebracht kon worden. Het strijkvlak bestaat uit glaspoeder en rode fosfor.
De Zweden J.E. Lundström en A. Sjöberg ontwikkelden een procedé om de lucifer industrieel te vervaardigen en patenteerden dat in 1855.

## Samenstelling
De samenstelling van de ontvlambare kop is in de loop der tijd veranderd.
1. Dompellucifers bevatten onder meer zwavel en kaliumchloraat; door de lucifer in zwavelzuur te dompelen ontbrandde deze.
2. De strijklucifer bevat het fosfor dat bij veiligheidslucifers naar het strijkvlak verplaatst is, zodat strijken langs een ruw vlak al voldoende is voor ontbranding.
3. Veiligheidslucifers werken door de reactie tussen kaliumchloraat, de sporen fosfor van het strijkvlak en de druk van de strijkbeweging. Daardoor komt de reactie tussen zwavel en kaliumchloraat op gang.
4. Moderne, milieuvriendelijke lucifers bevatten geen zwavel meer, maar een ijzer-fosforverbinding die ontleedt tot ijzeroxide en fosfaat.

Eerder werd de steel van lucifers gemaakt van dennenhout, later van populierenhout. Andere materialen, zoals karton en opgerolde wasplaatjes, komen ook voor.

## Speciale lucifers
Stormlucifers worden gebruikt aan boord van reddingboten en in overlevingspakketten. Zij hebben behalve de strijkkop een watervaste coating of zijn geïmpregneerd met brandbare verbindingen waardoor ze ook nat en bij sterke wind blijven branden. Deze lucifers werden onder meer toegepast bij de eerste industrieel vervaardigde Molotovcocktails in Finland.

## Verpakking
In Europa worden lucifers meestal geleverd als houten stokjes in een doosje. Aan weerszijden van het doosje bevindt zich een strijkvlak. In Amerika hebben ze nog een andere uitvoering; men ziet er kartonnen lucifers die uit een boekje moeten worden gescheurd. Zo'n boekje is vaak voorzien van reclame - er staat zelfs reclame op de lucifers zelf, zolang ze niet zijn uitgescheurd. Een boekje bevat meestal 20 lucifers. Deze boekjes waren tot begin jaren '80 ook hier nog een veelgebruikt reclamemedium. Door de opkomst van de wegwerpaansteker en de afnemende populariteit van het roken zijn de luciferboekjes hier vrijwel verdwenen.

## Zweeds
Het Zweedse woord tändstickor, dat onder meer op de luciferdoosjes van het merk De Zwaluw staat, betekent niet tandenstokers, maar aansteekstokjes. Het werkwoord tända (stam: tänd) betekent aansteken en is verwant met het Middelnederlandse tondel en het Duitse zünden. Een sticka (mv. stickor) is een splinter.

## Video
- Polygoonjournaal uit 1970. In Eindhoven worden bij de enige luciferfabriek in Nederland, die 100 jaar bestaat, stammen populierenhout van hun bast ontdaan en geschild tot fineer ter dikte van lucifers.

## Afbeeldingen

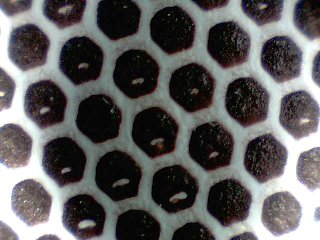
Strijkvlak van luciferdoos uitvergroot
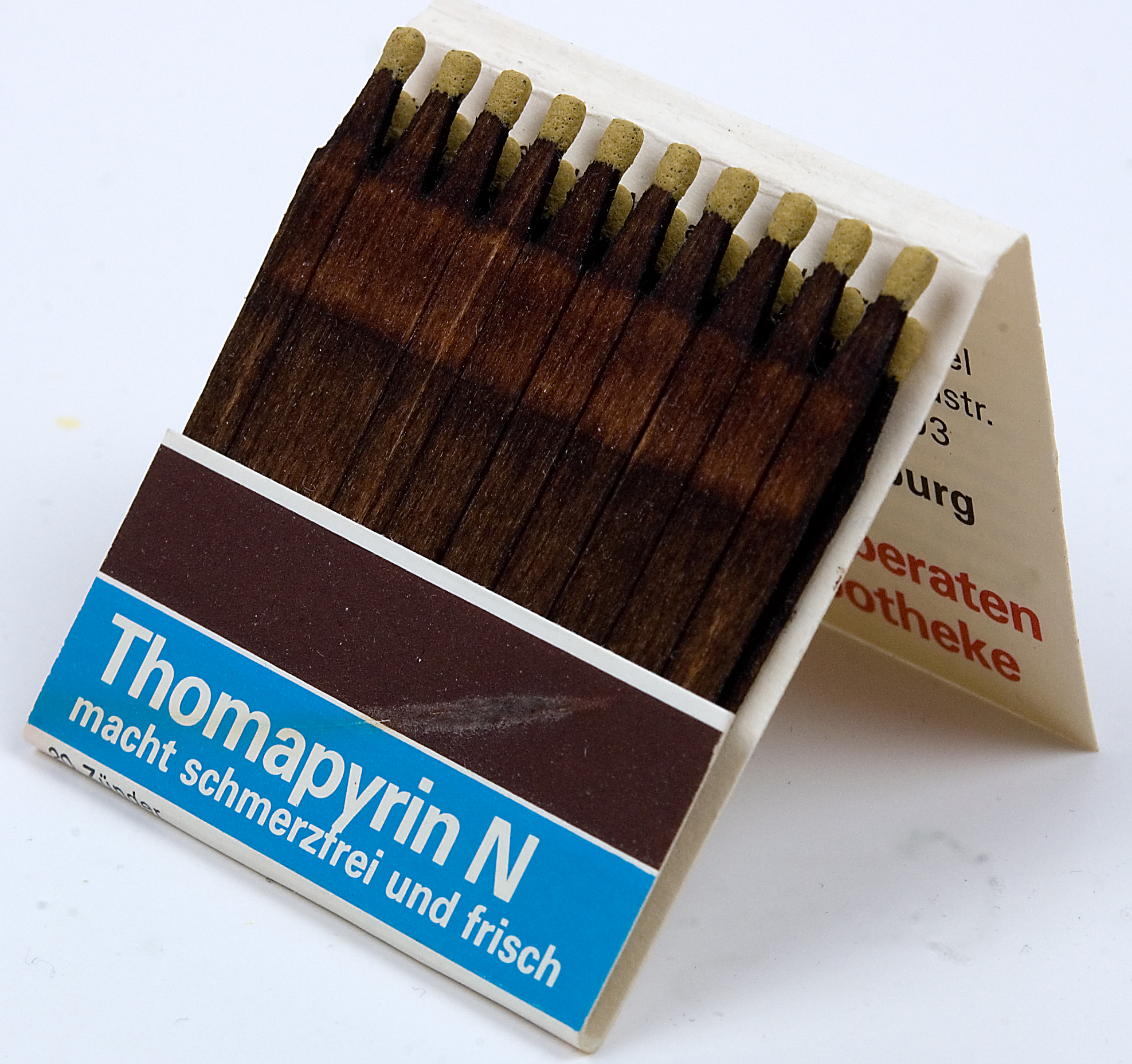
Luciferboekje
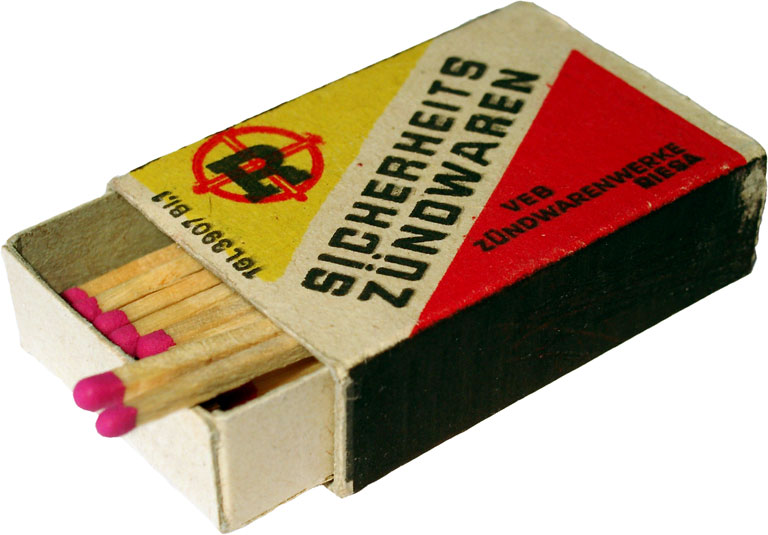
Luciferdoosje